# Lista comunelor din Saïda

Harta Algeriei cu provincia Saïda evidențiată

Din provincia Saïda fac parte următoarele comune:
- Aïn El Hadjar
- Aïn Sekhouna
- Aïn Soltane
- Doui Thabet
- El Hassasna
- Hounet
- Maamora
- Moulay Larbi
- Ouled Brahim
- Ouled Khaled
- Saïda
- Sidi Ahmed
- Sidi Amar
- Sidi Boubekeur
- Tircine
- Youb